# James S. Voss
James Shelton Voss, född 3 mars 1949 i Cordova, Alabama, är en amerikansk astronaut uttagen i astronautgrupp 12 den 5 juni 1987. 
Han och Susan J. Helms innehar världsrekordet i längsta enskilda rymdpromenad 8 timmar och 56 minuter. Rymdpromenaden gjordes den 11 mars 2001.

## Rymdfärder
- STS-44
- STS-53
- STS-69
- STS-101
- STS-102, ISS-2, STS-105